# Götlunda distrikt, Närke
Götlunda distrikt är från 2016 ett distrikt i Arboga kommun och Västmanlands län.
Distriktet ligger vid Hjälmaren sydväst om Arboga.

## Tidigare administrativ tillhörighet
Distriktet inrättades 2016 och utgörs av socknen Götlunda i Arboga kommun.
Området motsvarar den omfattning Götlunda församling  hade vid årsskiftet 1999/2000.